# Darmstädter Tagblatt
Das Darmstädter Tagblatt war eine seit 1738 erschienene und ab 1874 so genannte Darmstädter Tageszeitung, deren Erscheinen 1986 eingestellt wurde.
Es gehörte als drittälteste deutsche Tageszeitung mit zu den ältesten Blättern der Welt. Seit 24. Oktober 1738 erschien, anfänglich wöchentlich, in Darmstadt (erneut) eine Zeitung. Sie trug den Titel „Darmstädtische Frag- und Anzeigungs-Blättgen“ (mit „gnädigstem Privilegie“ des damaligen hessischen Landgrafen). Daraus wurde 1874 das „Darmstädter Tagblatt“.
Das Blatt erschien insgesamt 248 Jahre lang. 1986 wurde das traditionsreiche, in finanzielle Schwierigkeiten geratene Darmstädter Tagblatt der „Darmstädter Tagblatt Verlagsgesellschaft mbH“ durch ihren Konkurrenten, der „Darmstädter Echo Verlag und Druckerei GmbH“ (zusammen mit der Odenwälder Heimatzeitung) von der vormaligen Eigentümerin, der „Mainzer Verlagsanstalt“, abgekauft. Nach nur drei Monaten, am 30. September 1986, wurde das Darmstädter Tagblatt wegen wirtschaftlicher Verluste in Millionenhöhe wieder eingestellt, wobei die Verluste zumindest von zwei Verlagsmanagern mit verschuldet waren, die wegen millionenschwerer gefälschter und überhöhter Rechnungen zu mehrjährigen Haftstrafen verurteilt wurden.
Seit dem 19. September 2013 wird unter dem neuerlichen Titel „Darmstädter Tagblatt“ eine neue Darmstädter Zeitung als Wochenzeitung verlegt. Sie ist kostenlos und sollte zuerst unter dem Namen „Darmstädter Zeitung“ veröffentlicht werden, wurde aber nach einem Rechtsstreit mit dem Verlag des „Darmstädter Echo“ in Darmstädter Tagblatt umbenannt. Herausgeber ist unter anderem Helmut Markwort.
Gefördert durch die Deutsche Forschungsgemeinschaft, digitalisiert die ULB Darmstadt ihren Bestand des Darmstädter Tagblatts 1740–1986 in zwei Projektphasen (1740–1941; noch unter Fördervorbehalt: 1949–1986).